# East Side Beat
East Side Beat ist ein italienisches Dance-Projekt der 1990er Jahre, das durch Coverversionen auf sich aufmerksam machte. Der größte Hit war die 1991er Single Ride Like the Wind.

## Bandgeschichte
Carl Fanini, ein Amerikaner italienischer Abstammung, zog 1990 aus den Vereinigten Staaten nach Italien. Er gründete dort mit Francesco Petrocchi, der als Keyboarder bereits Erfahrung mit Dance-Musik hatte, das Projekt East Side Beat. Als Produzent kam Gianfranco Bortolotti dazu.
Bereits die erste Single Ride Like the Wind, eine Coverversion des Klassikers von Christopher Cross, der 1980 Platz 2 in den Billboard Hot 100 erreichte, wurde 1991/92 ein Erfolg in Europa. Der Titel platzierte sich in Deutschland, Österreich und der Schweiz in den Top 30, im Vereinigten Königreich sogar auf Platz 3.
Bis 1995 erschienen diverse weitere Singles. Alive & Kicking, ein Cover des 1985er Simple-Minds-Hits, stieg 1992 in die Top 30 der UK-Charts. Ein halbes Jahr später schaffte es dort You’re My Everything, die Neuinterpretation des Lee-Garrett-Liedes von 1976, immerhin noch auf Position 65.
Fanini wurde 1994 Sänger bei Club House, einem weiteren Projekt von Gianfranco Bortolotti und Silvio Pozzoli, der als Silver Pozzoli 1984 mit Around My Dream bekannt wurde. Deren Light My Fire war ein Top-10-Hit in der britischen Hitparade.

## Diskografie

### Alben
- 1993: East Side Beat (Airplay Records)

### Singles
- 1991: Ride Like the Wind
- 1991: Divin’ in the Beat
- 1992: I Didn’t Know
- 1992: Alive & Kicking
- 1993: You’re My Everything
- 1993: My Girl
- 1994: So Good
- 1995: I Want to Know What Love Is
- 1995: Back for Good
- 2019: Smalltown Boy